# نظم‌آباد (اراک)
نظم‌آباد (اراک)، روستایی از توابع بخش مرکزی شهرستان اراک در استان مرکزی ایران است که در ۲کیلومتری جنوب اراک واقع شده‌است. به تازگی از طریق پل تازه تاسیس شده از خیابان جهانپناه مسیر این روستا بسیار کوتاه شده و زمین های پایین دست روستا زیر نظر شهرداری می باشد. با توجه به ساخت و ساز های جدید و غیر اصولی در این روستا ، نظم آباد در حال تبدیل شدن به یک قطب گردشگری جدید در اراک و همچنین تبدیل شدن به یکی از محله های به ظاهر خوش آب و هوا ولی در عمل بسیار آلوده اراک میباشد. متاسفانه طرح اجرای تقاطع غیر همسطح روی ورودی نظم آباد از سمت کمربندی جنوبی به تصویب نرسیده.

## جمعیت
این روستا در دهستان سده قرار دارد و براساس سرشماری مرکز آمار ایران در سال ۱۳۸۵، جمعیت آن در سال ۱۳۸۵ ۴۵۳ نفر (۱۳۹خانوار) بوده‌است. که در حال خاظر این جمعیت با افزایش مهاجرت شهر نشینان به دلیل خوش آب و هوایی چندین برابر شده که اطلاعات جدید از مرکز آمار کشوری هنوز منتشر نشده.